# Coleen River
Der Coleen River ist ein rund 85 Kilometer langer rechter Nebenfluss des Porcupine River im Interior des US-Bundesstaats Alaska.

## Verlauf
Der Coleen River entspringt in den Davidson Mountains, einem Gebirgszug der Brookskette. Das Quellgebiet liegt auf einer Höhe von etwa 1370 m. Er fließt zwischen dem Sheenjek River im Westen und der Grenze zum kanadischen Yukon-Territorium im Osten südwärts. Seine Mündung in den Porcupine River liegt östlich des Coleen Mountains.
Der Coleen River gehört zum Flusssystem des Yukon River und liegt vollständig im Arctic National Wildlife Refuge.